# Edmund Breon
Edmund Breon (nascut Iver Edmund de Breon MacLaverty; 12 de desembre de 1882 - 24 de juny de 1953) va ser un actor de cinema i teatre escocès. Va aparèixer en més de 130 pel·lícules entre 1907 i 1952.

## Vida i carrera
Nascut a Hamilton (South Lanarkshire), Breon va començar a la companyia de gira de John Hare i més tard va interpretar a l'escenari del West End i a Glasgow, guanyant protagonisme. Segons el seu net, editor de cinema, Breon "va començar a principis de segle fent pel·lícules mudes a França. Pel·lícules de vampirs", així que és raonablement segur que MacLaverty és realment l'actor que va aparèixer amb el nom d'Edmond Bréon en moltes pel·lícules de Gaumont el 1907-1922 inclòs el paper de l'inspector Juve per a la sèrie Fantômas de Louis Feuillade. També va aparèixer en una petita part de la sèrie Feuillade de 1915-1916 Les Vampires encara que aquesta no és, com suposa el seu net, una pel·lícula de terror. Va tornar a Gran Bretanya on va fer la pel·lícula A Little Bit of Fluff (1928) i després va anar al Canadà el 1929 i va treballar a la terra. . Un any més tard va emigrar als Estats Units i va guanyar la seva primera gran part de la pel·lícula americana a The Dawn Patrol (1930). Breon va aparèixer en una barreja de pel·lícules britàniques i americanes durant les dues dècades següents. També va aparèixer a l'escenari a la producció del West End de la comèdia Spring Meeting el 1938.

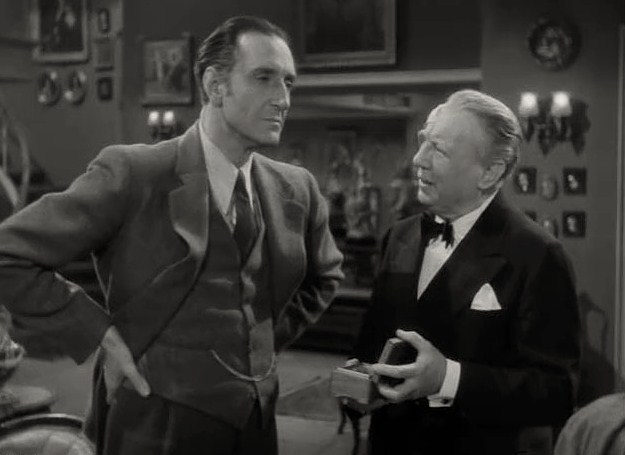
Basil Rathbone i Edmund Breon a Dressed to Kill (1946)

Un article de diari de 1949 assenyalava que la "carrera de Breon s'ha vist interrompuda per una malaltia greu i un accident que el va mantenir inactiu durant dos anys."
El seu net també recorda que va interpretar el paper del Dr. Ambrose a la pel·lícula de Howard Hawks L'enigma d'un altre món (1951).
Breon va morir a Cork, Irlanda, el 24 de juny de 1953.

## Filmografia selecta
- L'homme aimanté (1907)
- Fantômas - À l'ombre de la guillotine (1913) - Inspector Juve
- Fantômas (1913) - Inspector Juve
- Le mort qui tue (1913) - Inspector Juve
- Fantomas: The Mysterious Finger Print (1914) - Inspector Juve
- Le Faux Magistrat (1914) - Inspector Juve
- Severo Torelli (1914)
- La petite Andalouse (1915) - Don Benigno - Lawyer
- Les Vampires (1915) - Secretari de Satanàs
- L'énigme (1919)
- Barrabas (1919) - Lucius
- L'écuyère (1922)
- A Little Bit of Fluff (1928) - John Ayres
- The Dawn Patrol (1930) - Lieut. Phipps
- Raffles (1930) - Harry - amic de Lord & Lady Melrose (sense acreditar)
- On Approval (1930) - Richard Wemys
- The Love Habit (1931) - Alphonse Dubois
- Uneasy Virtue (1931) - Harvey Townsend
- Born to Love (1931) - Tom Kent (sense acreditar)
- Chances (1931) - The General
- I Like Your Nerve (1931) - Clive Lattimer
- Women Who Play (1932) - Rachie Wells
- Wedding Rehearsal (1932) - Lord Fleet
- Leap Year (1932) - Jack Debrant
- No Funny Business (1933) - Edward
- Waltz Time (1933) - Judge Bauer
- Three Men in a Boat (1933) - George
- The Private Life of Don Juan (1934) - Cardona, the Playwright, as Playwrights Go
- La Pimpinella Escarlata (The Scarlet Pimpernel) (1934) - Col. Winterbottom
- Mister Cinders (1934) - Sir George Lancaster
- Royal Cavalcade (1935) - Minor Role (uncredited)
- Night Mail (1935) - Lord Ticehurst
- The Divine Spark (1935) - Rossini
- She Shall Have Music (1935) - Freddie Gates
- Love in Exile (1936) - Baron Zarroy
- Strangers on Honeymoon (1936) - Sir Gregory
- French Leave (1937) - Col. Root
- Keep Fit (1937) - Sir Augustus Marks
- Return of the Scarlet Pimpernel (1937) - Colonel Winterbottom
- Premiere (1938) - Morel
- Owd Bob (1938) - Lord Meredale
- A Yank at Oxford (1938) - Captain Wavertree
- Almost a Honeymoon (1938) - Aubrey Lovitt
- Dangerous Medicine (1938) - Totsie Mainwaring
- Crackerjack (1938) - Tony Davenport
- Luck of the Navy (1938) - Admiral Maybridge
- Many Tanks Mr. Atkins (1938) - Colonel
- The Outsider (1939) - Dr. Ladd
- Goodbye, Mr. Chips (1939) - Colonel Morgan
- It Happened to One Man (1940) - Adm. Drayton
- The Lodger (1944) - Manager (sense acreditar)
- Gaslight (1944) - General Huddleston
- The Hour Before the Dawn (1944) - Freddy Merritt
- The White Cliffs of Dover (1944) - Major Rupert Bancroft (no acreditat)
- Casanova Brown (1944) - Mr. Drury
- Our Hearts Were Young and Gay (1944) - Guide (no acreditat)
- An American Romance (1944) - (no acreditat)
- The Woman in the Window (1944) - Dr. Michael Barkstane
- The Man in Half Moon Street (1945) - Sir Humphrey Brandon
- The Corn Is Green (1945) - Bit Part (no acreditat)
- Saratoga Trunk (1945) - McIntyre (no acreditat)
- Devotion (1946) - Sir John Thornton (uncredited)
- Dressed to Kill (1946) - Julian 'Stinky' Emery
- The Imperfect Lady (1947) - Lord Chief Justice
- Forever Amber (1947) - Lord Redmond
- Julia Misbehaves (1948) - Jamie (no acreditat)
- Master of Lassie (1948) - Jamie Soutar
- Enchantment (1948) - Uncle Bunny
- Rope of Sand (1949) - Chairman
- Challenge to Lassie (1949) - Magistrate
- L'enigma d'un altre món (The Thing from Another World) (1951) - Dr. Ambrose (no acreditat)
- Els fills dels mosqueters (At Sword's Point) (1952) - Queen's Chamberlain